# Synthlipsis densiflora
Synthlipsis densiflora är en korsblommig växtart som beskrevs av Reed Clark Rollins. Synthlipsis densiflora ingår i släktet Synthlipsis och familjen korsblommiga växter. Inga underarter finns listade i Catalogue of Life.